# Pelusios rhodesianus
Espèce
Synonymes
- Pelusios nigricans rhodesianus Hewitt, 1927

Statut de conservation UICN

 LC  : Préoccupation mineure
Pelusios rhodesianus est une espèce de tortue de la famille des Pelomedusidae.

## Répartition
Cette espèce se rencontre en Afrique du Sud, en Namibie, en Angola, au Botswana, au Zimbabwe, en Zambie, au Mozambique, au Malawi, en Tanzanie, au Burundi, au Rwanda, en Ouganda, au Congo-Kinshasa et au Congo-Brazzaville.

## Publication originale
- Hewitt, 1927 : Further descriptions of reptiles and batrachians from South Africa. Records of the Albany Museum, Grahamstown, vol. 3, no 5, p. 371-415.